# Stadsombudsman
Stadsombudsman var förr i Sverige en innehavare av en i åtskilliga städer inrättad kommunal tjänstebefattning med huvudsakligt åliggande att lämna stadens myndigheter erforderligt juridiskt biträde samt att tjänstgöra som sekreterare i åtskilliga kommunala styrelser och nämnder. Den nutida motsvarigheten är stadsjurist.